# Alfredo Vicente Scherer
Alfredo Vicente Scherer (Bom Princípio, 5 febbraio 1903 – Porto Alegre, 8 marzo 1996) è stato un cardinale e arcivescovo cattolico brasiliano.

## Biografia
Nacque a Bom Princípio il 5 febbraio 1903, ed era il dodicesimo figlio di Pedro Scherer e Ana Oppermann.
Studiò presso il seminario di Porto Alegre e in seguito alla Pontificia Università Gregoriana fino all'ordinazione presbiterale, il 3 aprile 1926. Fu segretario personale dell'allora arcivescovo João Batista Becker.

### Ministero episcopale e cardinalato
Il 13 giugno 1946 fu nominato vescovo ausiliare di Porto Alegre e titolare di Emeria; tuttavia, Becker morì due giorni dopo, e Scherer venne nominato suo successore il 30 dicembre dello stesso anno. Fu consacrato arcivescovo il 23 febbraio 1947 dall'allora arcivescovo Carlo Chiarlo.
Dal 1946 al 1981 fu arcivescovo di Porto Alegre. Si schierò apertamente contro il divorzio e contro la diffusione del comunismo.
Prese parte al Concilio Vaticano II e fu uno tra i principali esponenti della corrente conservatrice. Nonostante ciò, supportò la candidatura di João Goulart alle presidenziali brasiliane del 1961.
Papa Paolo VI lo elevò al rango di cardinale nel concistoro del 28 aprile 1969. Prese parte ai conclavi dell'agosto e dell'ottobre 1978.
Nel gennaio 1980 fu pugnalato e derubato da sconosciuti aggressori i quali non erano riusciti ad estorcergli tanto denaro quanto avrebbero voluto. Lasciò la guida dell'arcidiocesi di Porto Alegre dopo quasi trentacinque anni di episcopato.
Morì l'8 marzo 1996 all'età di 93 anni.
Era parente del cardinale Odilo Pedro Scherer.

## Genealogia episcopale e successione apostolica
La genealogia episcopale è:
- Cardinale Scipione Rebiba
- Cardinale Giulio Antonio Santori
- Cardinale Girolamo Bernerio, O.P.
- Arcivescovo Galeazzo Sanvitale
- Cardinale Ludovico Ludovisi
- Cardinale Luigi Caetani
- Cardinale Ulderico Carpegna
- Cardinale Paluzzo Paluzzi Altieri degli Albertoni
- Papa Benedetto XIII
- Papa Benedetto XIV
- Papa Clemente XIII
- Cardinale Marcantonio Colonna
- Cardinale Giacinto Sigismondo Gerdil, B.
- Cardinale Giulio Maria della Somaglia
- Cardinale Carlo Odescalchi, S.I.
- Vescovo Eugène de Mazenod, O. M. I.
- Cardinale Joseph Hippolyte Guibert, O. M. I.
- Cardinale François-Marie-Benjamin Richard de la Vergne
- Cardinale Pietro Gasparri
- Cardinale Carlo Chiarlo
- Cardinale Alfredo Vicente Scherer

La successione apostolica è:
- Arcivescovo João Cláudio Colling (1950)
- Vescovo Luís Victor Sartori (1952)
- Vescovo Luiz Felipe de Nadal (1955)
- Vescovo Alonso Silveira de Mello, S.I. (1955)
- Vescovo Edmundo Luís Kunz (1955)
- Vescovo Augusto Petró (1958)
- Vescovo Alberto Frederico Etges (1959)
- Cardinale Aloísio Leo Arlindo Lorscheider, O.F.M. (1962)
- Vescovo José Ivo Lorscheiter (1966)
- Vescovo Érico Ferrari (1971)
- Vescovo Frederico Didonet (1971)
- Vescovo Henrique Froehlich, S.I. (1972)
- Vescovo Nei Paulo Moretto (1973)
- Vescovo Urbano José Allgayer (1974)
- Vescovo Jacó Roberto Hilgert (1976)
- Vescovo Aloísio Sinésio Bohn (1977)